# بورتون آن د هیل
بورتون آن د هیل (به انگلیسی: Bourton-on-the-Hill) یک روستا و محله مدنی در بریتانیا است که در گلاسترشر واقع شده‌است. بورتون آن د هیل ۳۹۱ نفر جمعیت دارد.